# Хёйм, Сиверт
Сиверт Хёйм (норв. Sivert Høyem; род. 22 января 1976 года) — норвежский певец, наиболее известен как вокалист рок-группы «Madrugada». После того, как группа распалась по причине смерти Роберта Бураса в 2007 году, он стал пользоваться успехом как сольный исполнитель; также является фронтменом группы «The Volunteers», с которой в 2006 году выпустил альбом Exiles.

## Ранние годы и личная жизнь
Хёйм — сын преподавателя лесного хозяйства Асбьёрна Хёйма и политика Ёрун Древлан. Родом из местечка Клеива расположенного вблизи Сортланна. Прежде, чем в 1995 году переехать в Осло, посещал Сортланнскую гимназию. После её окончания получил степень бакалавра по специальности «История» в Университете Осло.

## Музыкальная карьера

### Madrugada
Хёйм получил известность в конце 1990-х годов, когда «Madrugada» выпустила в Норвегии свой дебютный альбом Industrial Silence. Участниками группы были: Сиверт Хёйм (вокал), Фроде Якобсен (бас-гитара) и Роберт Бурас (гитара). После смерти Бураса 12 июля 2007 Хёйм и Якобсен приняли решение закончить запись своего последнего альбома. Альбом под названием Madrugada был выпущен 21 января 2008. После выхода альбома группа объявила о том, что прекратит существование после прощального тура. Последний концерт состоялся 15 ноября 2008 года в Осло Спектрум.

### Сольная карьера
В последние несколько лет имел успех в качестве сольного исполнителя, выпустив альбомы Ladies and Gentlemen of the Opposition (2004), Moon Landing (2009), Long Slow Distance (2011) и другие.
Хёйм создал собственную группу The Volunteers, в которую вошли:
- Сиверт Хёйм: вокал/гитара/автор песен
- Като Салса: гитара/клавишные
- Бьорге Фёрдхем: барабаны/шейкер/бубен
- Руди Николаисен: бас-гитара (на живых выступлениях)
- Калле Густафсон Эренхолм: бас-гитара (на запись)
- Кристер Кнутсен: гитары/клавишные

В 2006 году вместе с группой «The Volunteers» выпускает альбом Exiles. Он гастролировал со своей группой в мае 2007 играя на фестивалях по всей Норвегии. В декабре 2009 года он закончил ещё один тур со своей группой. В апреле 2012 в интервью на греческом радио, он четко заявил, что не будет выпускать других альбомов с группой «The Volunteers».
В сентябре 2010 года Сиверт Хёйм выпустил песню «Prisoner of the road» в целях повышения осведомленности для Норвежского совета по делам беженцев, которая стала лауреатом Норвежского национального телемарафона.
В 2015 году, песня «Black & Gold» была выбрана как опенинг для норвежского сериала «Оккупированные» (норв. Okkupert).

## Дискография

### Альбомы
С группой Madrugada
- 1999: Industrial Silence
- 2001: The Nightly Disease
  - CD: The Nightly Disease Vol. II
- 2002: Grit
- 2005: The Deep End
- 2005: Live at Tralfamadore
- 2008: Madrugada

Сольные
| Год  | Альбом                                 | Наивысшая позиция | Сертификация                |
| Год  | Альбом                                 | Норвегия          | Сертификация                |
| ---- | -------------------------------------- | ----------------- | --------------------------- |
| 2004 | Ladies and Gentlemen of the Opposition | 3                 |                             |
| 2009 | Moon Landing                           | 1                 |                             |
| 2011 | Long Slow Distance                     | 1                 | - НО: 2× Platinum (60,000+) |
| 2014 | Endless Love                           | 1                 |                             |
| 2016 | Lioness                                | 1                 |                             |

С группой the Volunteers
| Год  | Альбом | Наивысшая позиция | Сертификация |
| Год  | Альбом | Норвегия          | Сертификация |
| ---- | ------ | ----------------- | ------------ |
| 2006 | Exiles | 1                 |              |

Как приглашенный вокалист
- 2013: Вокал для песни «Phoenix» из альбома Satyricon блэк-метал группы Satyricon

### Синглы
Сольные
| Год  | Сингл                  | Наивысшая позиция | Сертификация | Альбом       |
| Год  | Сингл                  | Норвегия          | Сертификация | Альбом       |
| ---- | ---------------------- | ----------------- | ------------ | ------------ |
| 2009 | «Moon Landing»         | 2                 |              | Moon Landing |
| 2010 | «Prisoner of the Road» | 1                 |              |              |

С группой the Volunteers
| Год  | Сингл              | Наивысшая позиция | Сертификация | Альбом |
| Год  | Сингл              | Норвегия          | Сертификация | Альбом |
| ---- | ------------------ | ----------------- | ------------ | ------ |
| 2006 | «Into the Sea»     | 4                 |              |        |
| 2007 | «Don’t Pass Me By» | 16                |              |        |